# برنارد كولومب
برنارد كولومب (بالفرنسية: Bernard Collomb)‏ (و. 1930 – 2011 م) هو مهندس، وسائق سيارة سباق فرنسي، ولد في آنسي، شارك في لو مان 24 ساعة، توفي في لا كول سور لوب، عن عمر يناهز 81 عاماً.